# Альбани, Франческо
Франче́ско Альба́ни (итал. Francesco Albani, также: итал.  Albanio, Albanni, Albano, Alvano, Albina , 17 марта 1578, Болонья — 4 октября 1660, там же) — итальянский рисовальщик, живописец и фрескист академического направления болонской школы. Работал преимущественно в Болонье и с перерывами в Риме.

## Биография
Франческо Альбани родился в Болонье в семье торговца шёлком Агостино Альбани и его жены Элизабетты Торри 17 марта 1578 года. В некоторых источниках днём рождения указывается 17 августа, что, вероятно, связано с ошибкой прочтения при которой числа 3 и 8 были перепутаны (например, «8/17» вместо «3/17»). Отец Франческо хотел, чтобы сын занялся торговлей. Однако с двенадцати лет Франческо учился живописи в школе-мастерской фламандского художника Дениса Калверта в Болонье, живописца, чей «отлаженный и отточенный способ рисования» хорошо послужил для ведения начальных курсов живописи".
В школе Калверта Франческо Альбани познакомился с художниками Доменикино и Гвидо Рени. Затем перешёл в Академию братьев Карраччи. Его основным учителем был Лодовико Карраччи. В сотрудничестве с Лодовико он работал с 1596 по 1598 год над фресками оратория Сан-Коломбано, а затем в болонском Палаццо Фава.
В 1600 году он переехал в Рим, где работал в Палаццо Фарнезе, был одним из наиболее близких помощников Аннибале Караччи в росписях церкви Сан-Джакомо-дельи-Спаньоли и Палаццо Маттеи ди Джове, затем работал в церквях Санта-Мария-делла-Паче, Сан-Себастьяно-фуори-ле-Мура и других. Альбани стал одним из самых выдающихся учеников Аннибале. Фрески в апсиде церкви Санта-Мария-делла-Паче, созданные между 1612 и 1614 годами, представляют собой полностью самостоятельную работу Альбани, с «Вознесением Мадонны» на плафоне и аллегорией Справедливости и Мира над главным алтарем.
Среди заказчиков Альбани были члены самых влиятельных римских аристократических семей, в том числе Боргезе, Колонна, Корсини и Джустиниани. Доказательством успехов художника является его принятие в члены Академии Святого Луки.
В 1621—1622 годах Альбани временно работал в Мантуе, но затем вернулся в Рим, где он получил заказ от кардинала Шипионе Боргезе на четыре больших тондо на тему «История Венеры», или «Времена года» (Галерея Боргезе, Рим). В Риме Альбани работал с 1623 по 1625 год.
После 1625 года Альбани вернулся в Болонью, где у него была большая мастерская. В 1633 году Джован Карло де Медичи вызвал художника во Флоренцию, где Альбани завершил несколько картин, изначально заказанных герцогом Мантуанским.
Альбани был дважды женат: сначала на Анне Рускони из Рима, которая рано умерла, а затем на Дораличе Фьораванти, от которой у него было десять детей, служивших художнику моделями для изображений ангелов в его картинах. Франческо Альбани умер в Болонье в возрасте 82 лет.
У Франческо Альбани было множество помощников и учеников, в том числе его брат Джованни Баттиста Альбани и Андреа Сакки, написавшая портрет Франческо Альбани, который сейчас находится в Прадо в Мадриде, а также: Джованни Баттиста и Пьер Франческо Мола, Джованни Мария Галли Бибьена, Карло Чиньяни, Эмилио Таруффи, Пьетро Антонио Торри, Стефано и Джованни Баттиста Сперанца, Джироламо Бонини, Антонио Катталини, Бартоломео Морелли, известный как «Пьяноро», Франческо Гелли, Филиппо Вералли, Филиппо Менцани и Антонио даль Воле.

## Творчество
Франческо Альбани был мастером мифологических сюжетов («Спящая Венера», «Купание Дианы», «Похищение Европы»), разрабатывая их в стиле близком рококо. Мифологические или библейские фигуры он помещал в идиллические пейзажи, «полные безмятежности и изящества».
В течение последних тридцати лет жизни его мастерская продолжала производить небольшие картины на мифологические и религиозные сюжеты, но, не всегда лучшего качества. Для его творчества характерна взвешенность пейзажа и фигур, сливающихся в поэтическое единство; фигуры не приобретают барочную монументальность, как в живописи многих его коллег, и не доминируют. Франческо Альбани с его поэтическим единством фигур и природы можно рассматривать как своеобразного предшественника Антуана Ватто, с той разницей, что Альбани изображает сакральную природу, населенную (в основном) божественными существами и духами природы в человеческом обличии, тогда как искусство Ватто более камерно и человечно. Одним из косвенных источников вдохновения для Альбани, безусловно, была современная пасторальная поэзия, а именно Торквато Тассо и Гварино Гварини.
Альбани не был склонен к тенебризму, который был свойствен болонцам и особенно популярен у современных ему художников и заказчиков. Жермен Базен отмечал, что Альбани «принадлежал к тому же классическому течению», что и Никола Пуссен и Пьетро да Кортона. Не случайно в среде римских художников его называли «Анакреоном живописи».
В Санкт-Петербургском Эрмитаже хранятся четыре картины Франческо Альбани.

## Галерея

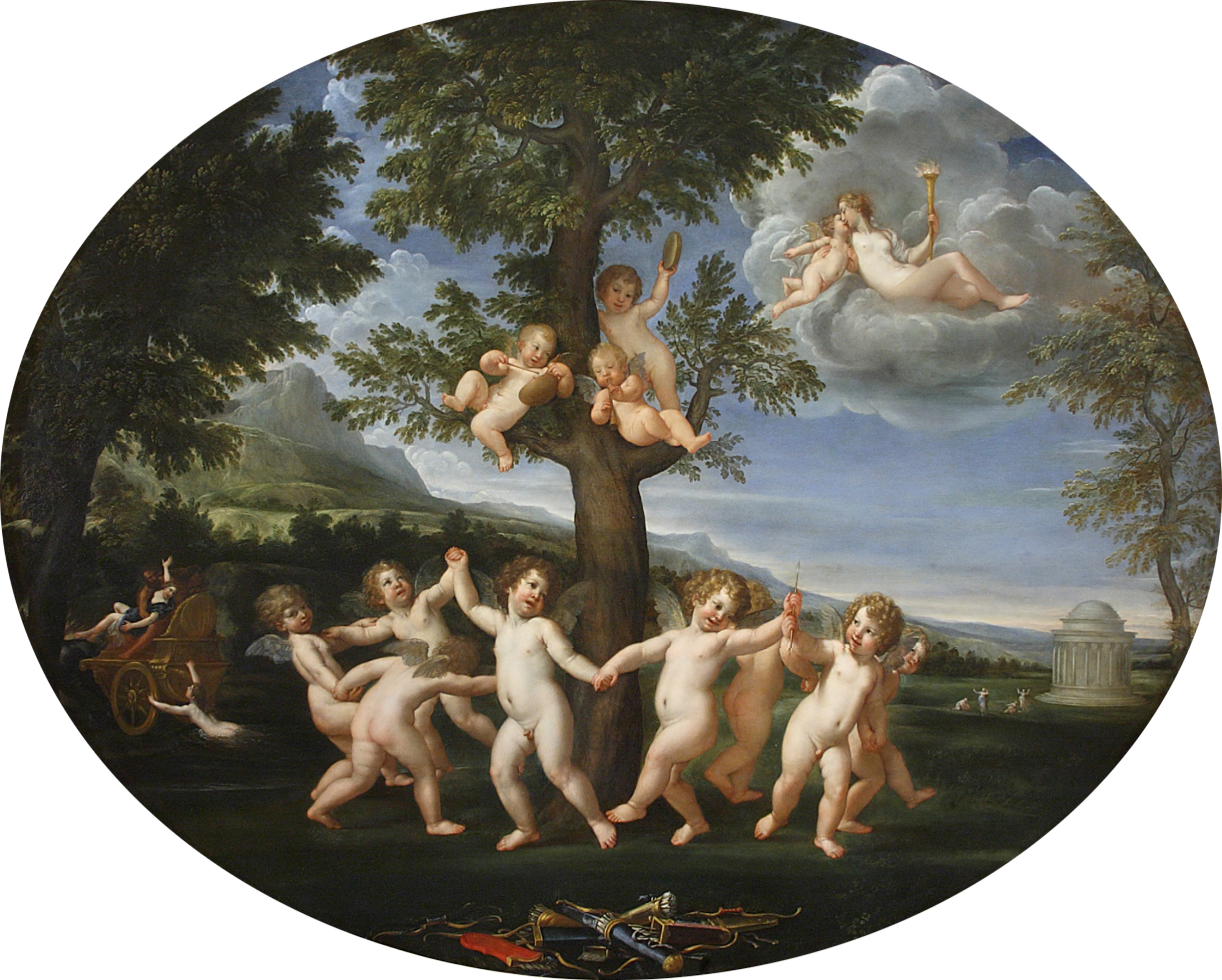
Танец Амуров. Ок. 1620—1630. Холст, масло. Пинакотека Брера, Милан
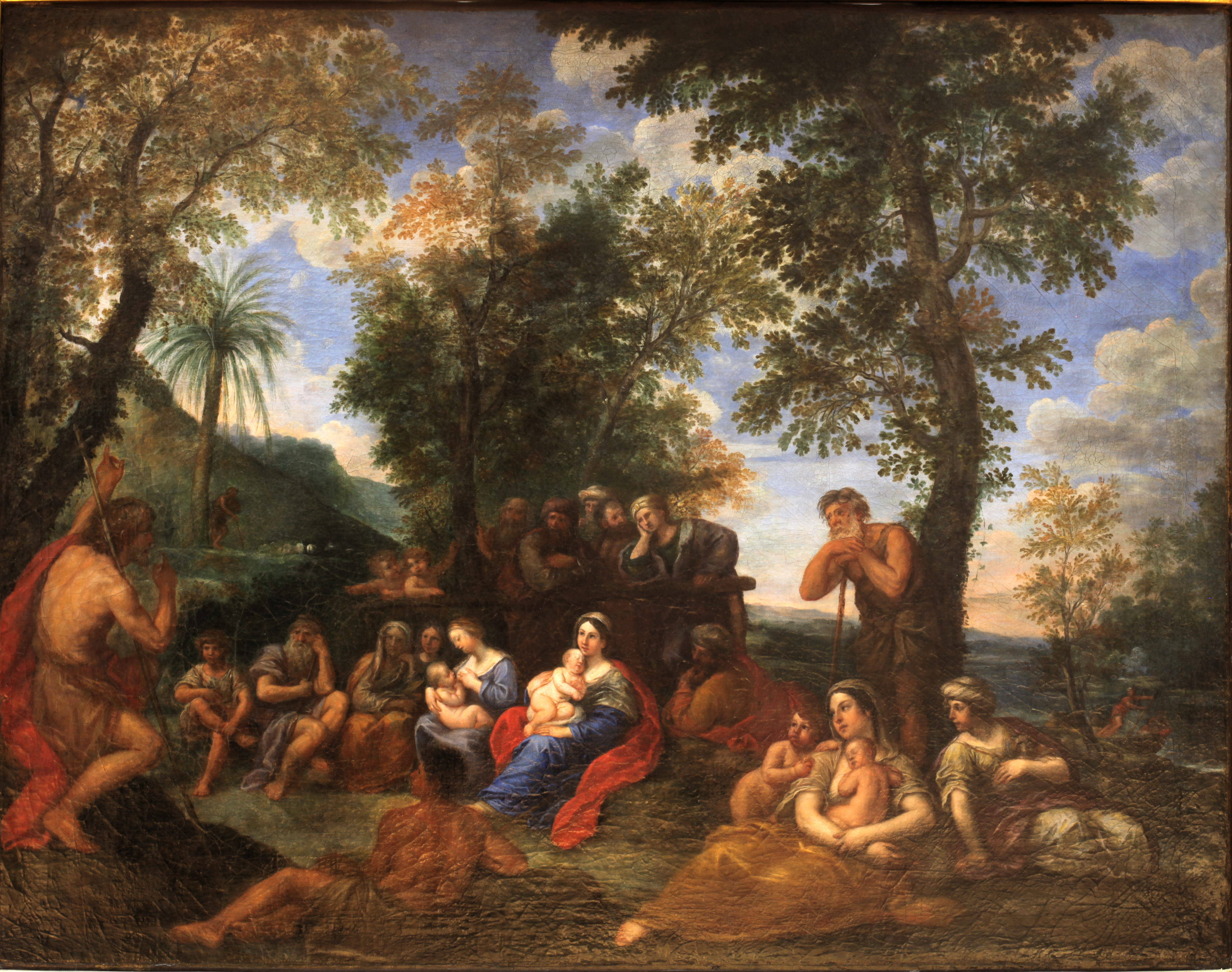
Проповедь святого Иоанна Крестителя. Ок. 1630 г. Холст, масло. Музей изящных искусств, Лион
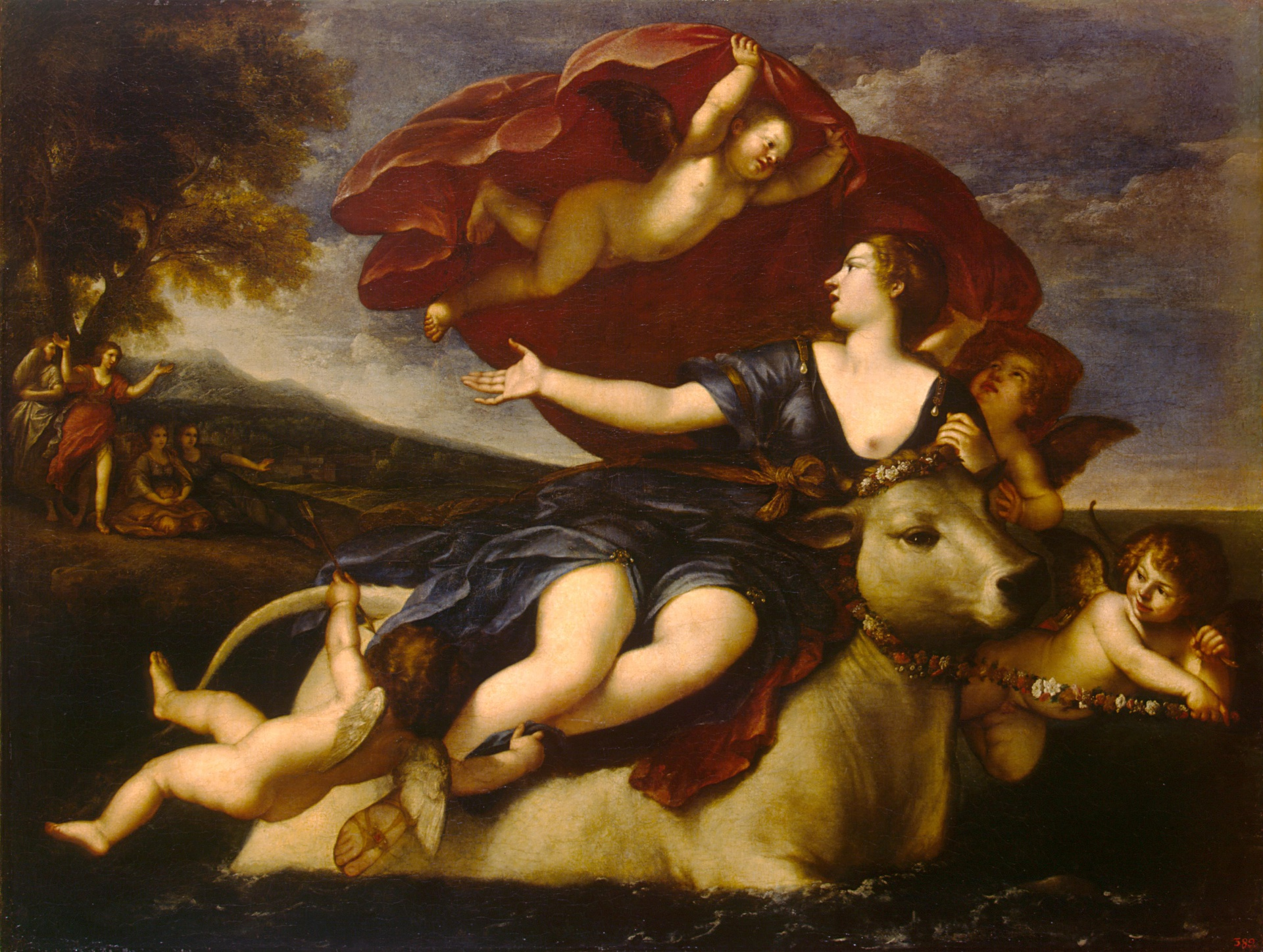
Похищение Европы. Между 1640 и 1645 гг. Холст, масло. Государственный Эрмитаж, Санкт-Петербург
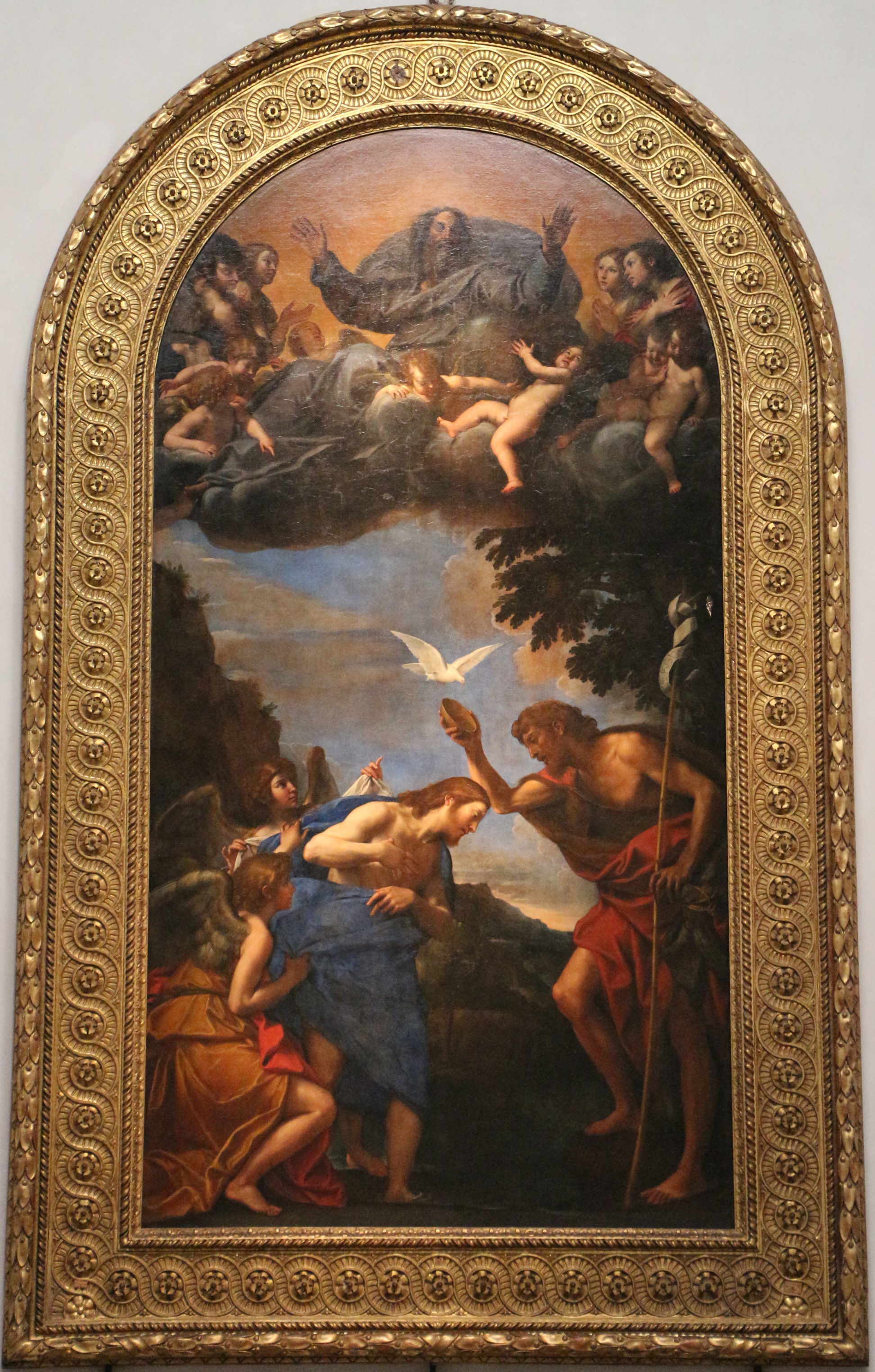
Крещение Христа. 1620—1624. Национальная Пинакотека, Болонья
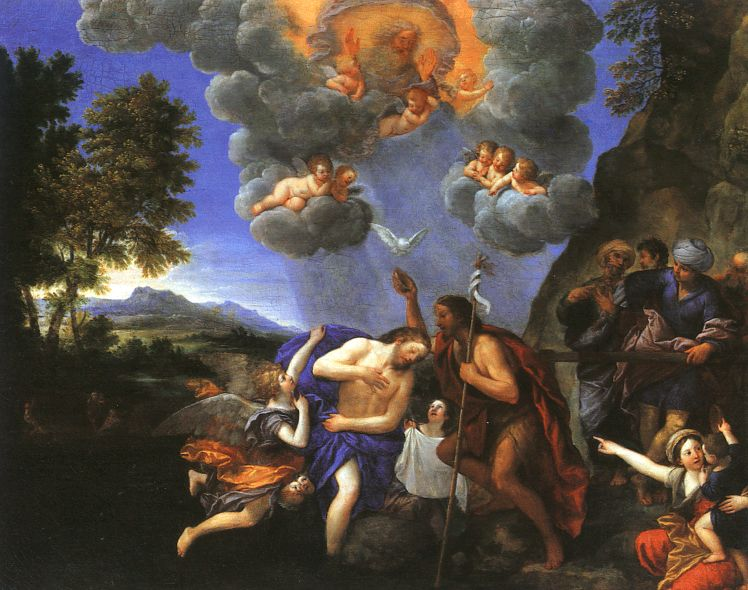
Крещение Христа. Между 1630 и 1635 гг. Холст, масло. Государственный Эрмитаж, Санкт-Петербург
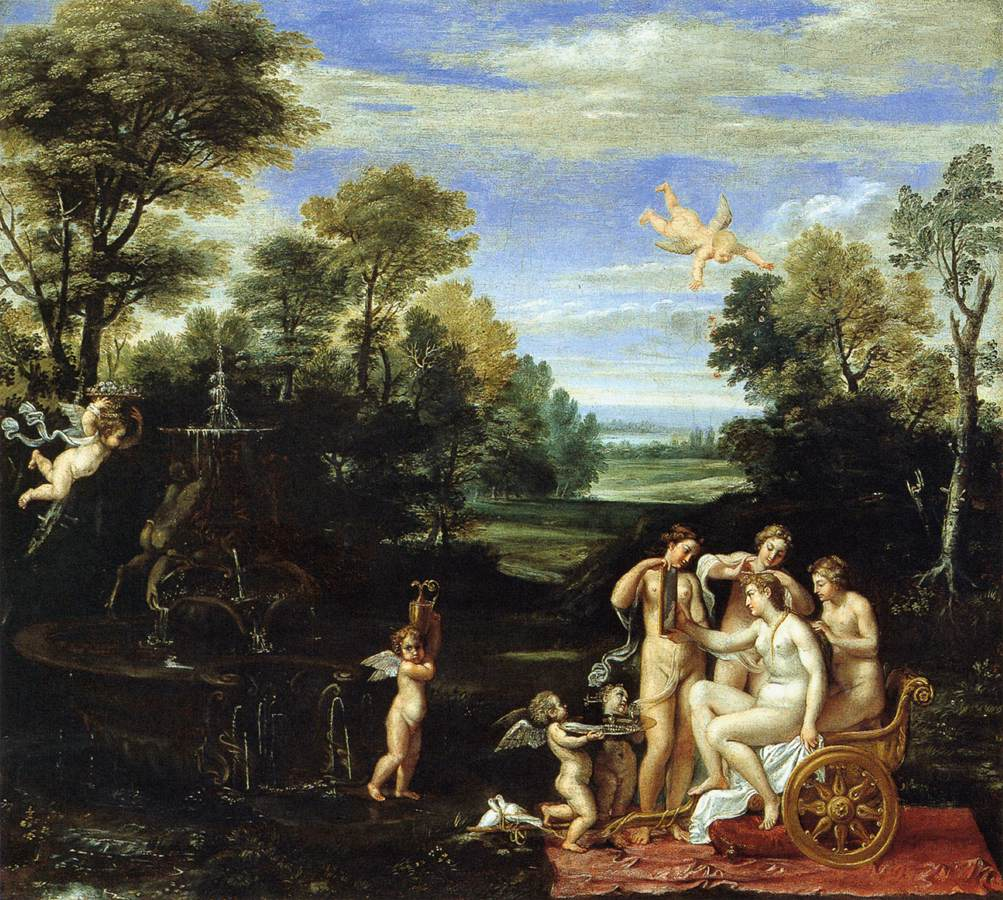
Туалет Венеры. Ок. 1670. Холст, масло. Национальная пинакотека, Болонья
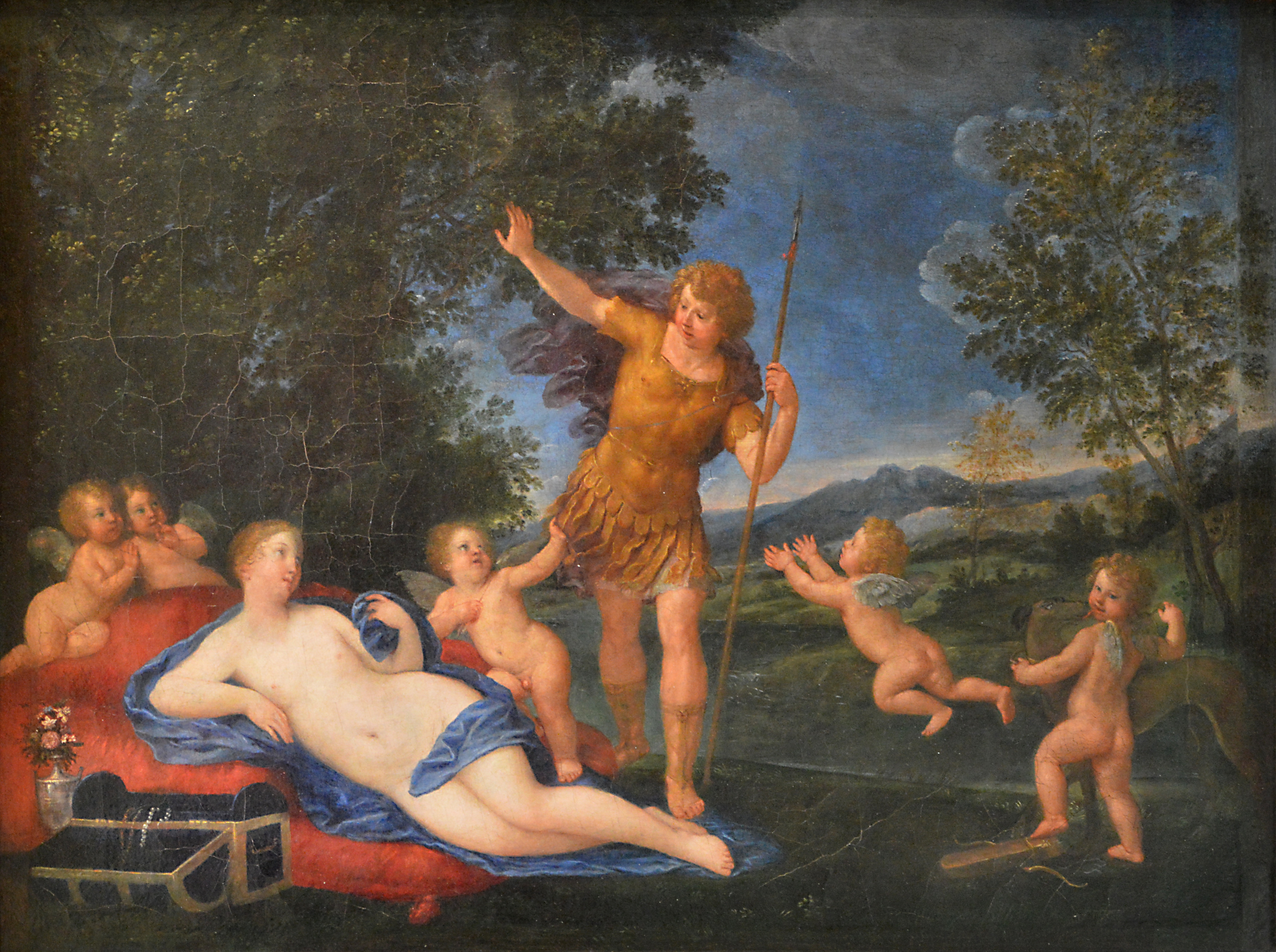
Венера и Адонис. 1630-е гг. Холст, масло. Лувр, Париж

## Работы
- Фрески в зале Энея. Палаццо Фава, Болонья
- Фрески в оратории Сан-Коломбано, Болонья
- Купидоны провожают Адониса к Венере (1600). Лувр, Париж
- Фрески в зале Энея (1601—1602). Палаццо Дориа-Памфили, Рим
- Фрески в церкви Сан-Джакомо дельи Спаньоли (1602—1607). Прадо, Мадрид и музей Барселоны
- Святое семейство с ангелами (1608—1610). Бостон
- Аллегории Весны, Лета, Осени и Зимы (1616—1617). Галерея Боргезе, Рим
- Крещение Христа. (ок. 1620). Национальная пинакотека, Болонья
- Отдых Венеры и Вулкана (1621—1633). Лувр, Париж
- Меркурий и Аполлон (ок.1624). Галерея старого искусства, Рим
- Диана и Актеон (1625—1630). Галерея старых мастеров, Дрезден
- Четыре стихии (1628—1630). Пинакотека, Турин
- Святое семейство (1621—1633). Палаццо Питти, Флоренция
- Автопортрет (ок.1630). Национальная пинакотека, Болонья
- Венера в окружении нимф и купидонов (1633). Прадо, Мадрид
- Благовещение (1633). Церковь Сан-Бартоломео, Болонья
- Благовещение. Государственный Эрмитаж, Санкт-Петербург
- Богоматерь с Младенцем, Святыми Иеронимом и Франциском (ок.1640). Национальная пинакотека, Болонья
- Крещение Христа (ок.1640). Государственный Эрмитаж, Санкт-Петербург
- Похищение Европы (ок. 1640—1645). Государственный Эрмитаж, Санкт-Петербург
- Благовещение (ок. 1640—1645). Государственный Эрмитаж, Санкт-Петербург
- Жены-мироносицы у могилы Христа (1640—1650) Государственный Эрмитаж, Санкт-Петербург
- Танец амуров. Пинакотека Брера, Милан
- Фрески в церкви Санта-Мария ди Галльера. Болонья